# سیارک ۱۱۷۴۰
سیارک ۱۱۷۴۰ (به انگلیسی: 11740 Georgesmith، نامگذاری:1998UK6) یازده هزار و هفتصد و چهلمین سیارک کشف شده‌است که در ۲۲ اکتبر ۱۹۹۸ کشف شد.
قدر مطلق سیارک برابر ۱۳٫۹۰ است.